# José Emilio Suárez Trashorras
José Emilio Suárez Trashorras (Avilés, 1976) es un delincuente, exminero y confidente policial español, condenado a 34 715 años de cárcel como cooperador necesario de 192 delitos de asesinato terrorista, por su participación en los atentados del 11 de marzo de 2004. Según concluyó la Audiencia Nacional, facilitó los explosivos empleados en los atentados a sus autores.

## Historial delictivo
Fue detenido en 2001 por venta de drogas en el marco de la Operación Pipol, y en ese mismo año se inició como confidente policial del inspector encargado de estupefacientes en la comisaría de Avilés, Manuel García Rodríguez, conocido como Manolón.
Fue detenido el 18 de marzo de 2004 acusado de facilitar los más de 200 kilos de explosivos a los terroristas que cometieron los atentados del 11 de marzo de 2004 en Madrid. En el juicio por los atentados fue el acusado para quien se solicitó una mayor pena, 34 715 años, por 192 delitos de asesinato terrorista y centenares de ellos en grado de tentativa. Su abogado fue Gerardo Turiel, profesor de Derecho romano de la Universidad de Oviedo.
La sentencia final consideró probado que había facilitado el robo de los explosivos de Mina Conchita, situada en el concejo de Belmonte de Miranda, en Asturias, para ser usados en el atentado, a sabiendas de que el destino de los mismos era cometer asesinatos. Los explosivos se suministraron en diferentes tandas a Jamal Ahmidan, "El Chino", narcotraficante que participó activamente en la organización de los atentados y más tarde se suicidó en Leganés, a quien conoció gracias a Rafá Zouhier.
Fue condenado por la Audiencia Nacional a 34 715 años y 6 meses de prisión por todos los delitos que se le imputaban en la acusación, en grado de cooperador necesario: 191 asesinatos consumados, 1856 asesinatos en grado de tentativa, cuatro delitos de estragos terroristas y uno de falsedad documental (por falsificación de placas matrícula). La pena se redujo respecto las peticiones de la fiscalía y las acusaciones particulares, que solicitaba una mayor pena de 38 976 años, al tenerse en cuenta una atenuante de tipo mental (diagnosticado como esquizofrénico paranoide). La sentencia se hizo pública el 31 de octubre de 2007 y fue confirmada por el Tribunal Supremo de España el 17 de julio de 2008.
Es el español con la pena carcelaria más elevada de la historia tras ser condenado como colaborador necesario en los atentados del 11-M. Aunque durante el juicio defendió su inocencia, en marzo del 2024 y coincidiendo con el 20º aniversario del 11-M, en una conversación con su abogado, Suárez Trashorras pidió perdón a las víctimas por todo lo que hizo, y señaló su voluntad de querer reunirse con todas y cada una de ellas para tratar de «explicarles todo». En esa misma conversación, Trashorras solicitó acogerse a la ley de eutanasia, como protesta porque no le dan «ningún tratamiento médico ni psiquiátrico» y no le dejan acceder a sus «médicos privados» o «psicólogos».